# Museu Nacional de Varsòvia
El Museu Nacional de Varsòvia (polonès: Muzeum Narodowe w Warszawie) és un museu polonès creat el 20 de maig de 1862 amb el nom de "Museu de Belles Arts de Varsòvia".
En 1916 se li va canviar el nom pel de "Museu Nacional, Varsòvia" (amb la inclusió de col·leccions de museus i institucions culturals com ara la Societat per a la Cura de les Relíquies del passat, el Museu de l'Antiguitat a la Universitat de Varsòvia, el Museu de la Societat per a la Promoció de les Belles Arts (Zachęta) i el Museu d'Indústria i Agricultura).
La col·lecció, actualment albergada a Aleje Jerozolimskie, es va desenvolupar en 1927-38 (anteriorment el museu es trobava a Ulica Podwale 15 ). El 1932 es va inaugurar una exposició d'arts decoratives en les dues ales prèvies de l'edifici. El 1935, el director del museu va ser Stanisław Lorentz. Un nou edifici es va inaugurar el 18 de juny de 1938.
Durant la Segona Guerra Mundial l'edifici va resultar danyat i la col·lecció saquejada pels soldats alemanys. Després de la guerra, sota la supervisió del professor Lorentz, el govern polonès va recuperar obres confiscades pels alemanys.
Actualment, la col·lecció del Museu Nacional de Varsòvia inclou uns 780.000 objectes exhibits en moltes galeries permanents com les de: Art Antic, galeria del professor Kazimierz Michalowski Faras, Art Medieval, Pintura Estrangera, Pintura Polonesa, Art d'orfebreria d'or europea, Art Oriental, Art Polonès del segle xx, Arts Decoratives poloneses, i Arts decoratives europees). També alberga moltes exposicions temporals.

## Obres destacades

Pintura estrangera
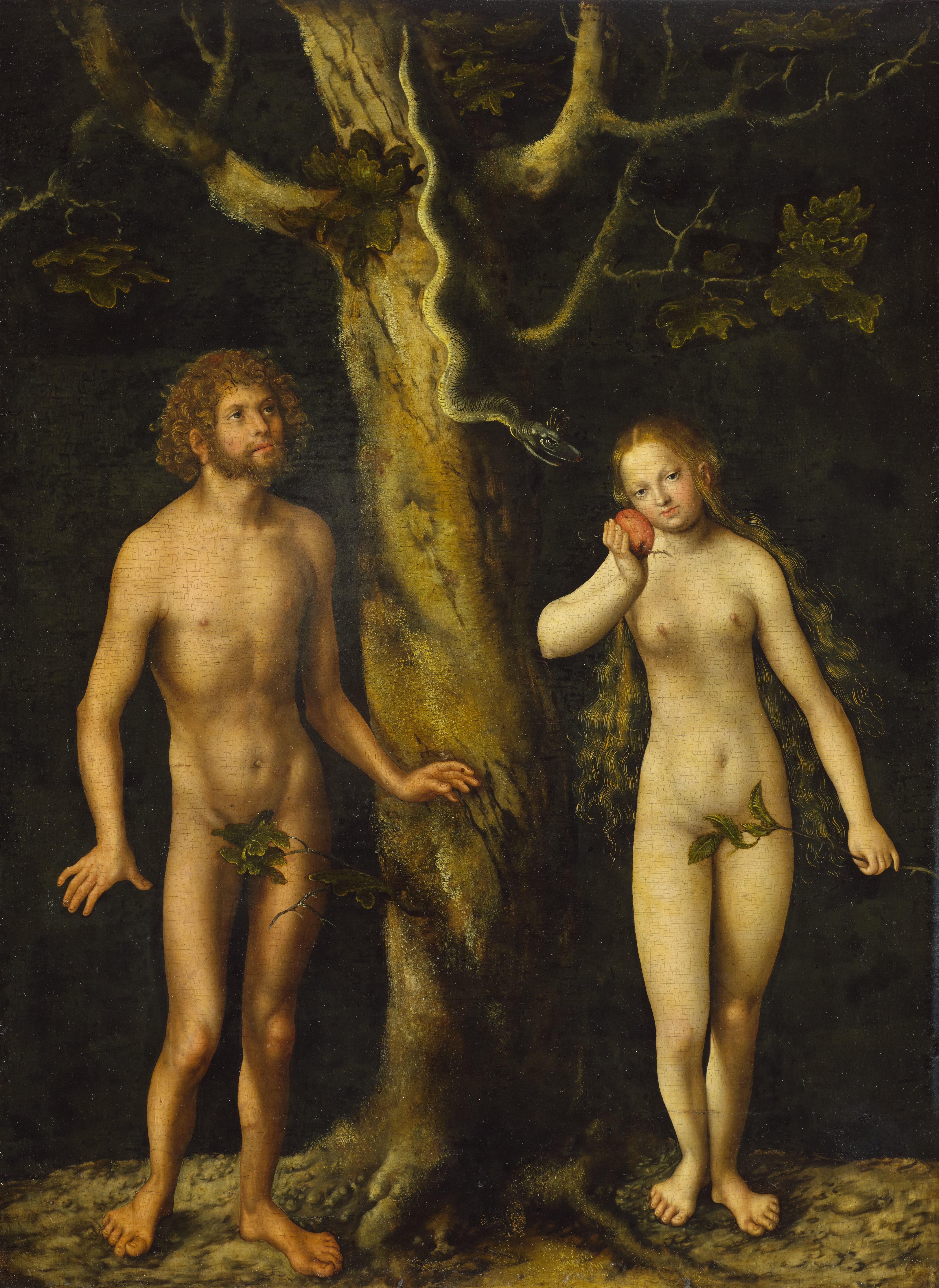
Adam i Eva , Lucas Cranach el Vell
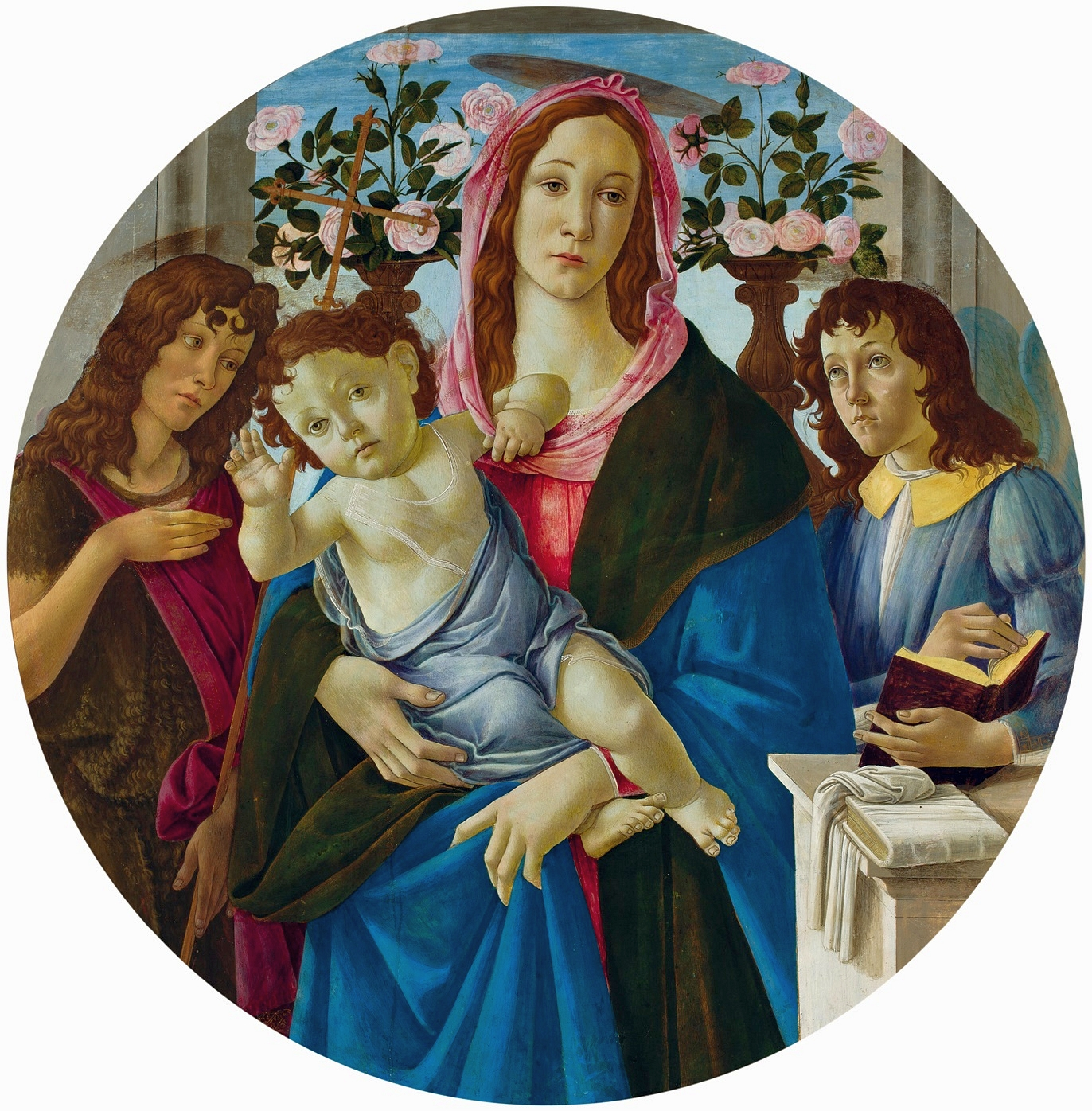
Verge amb el Nen , Sandro Botticelli
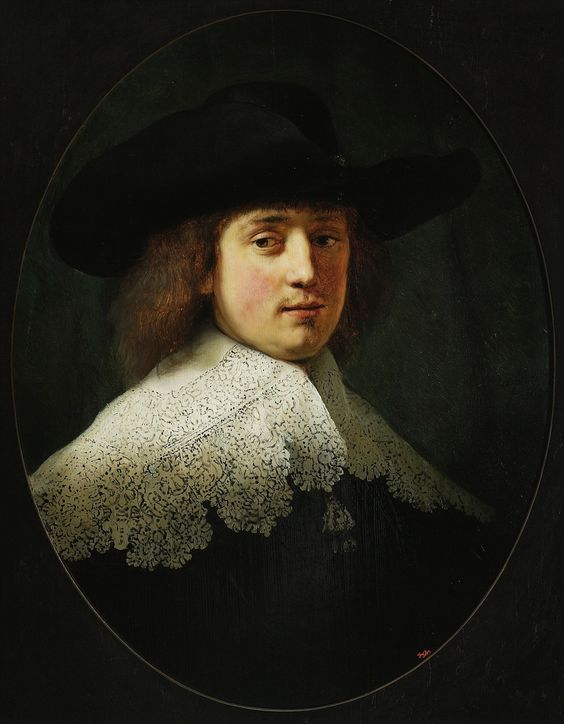
Maerten Soolmans, Rembrandt
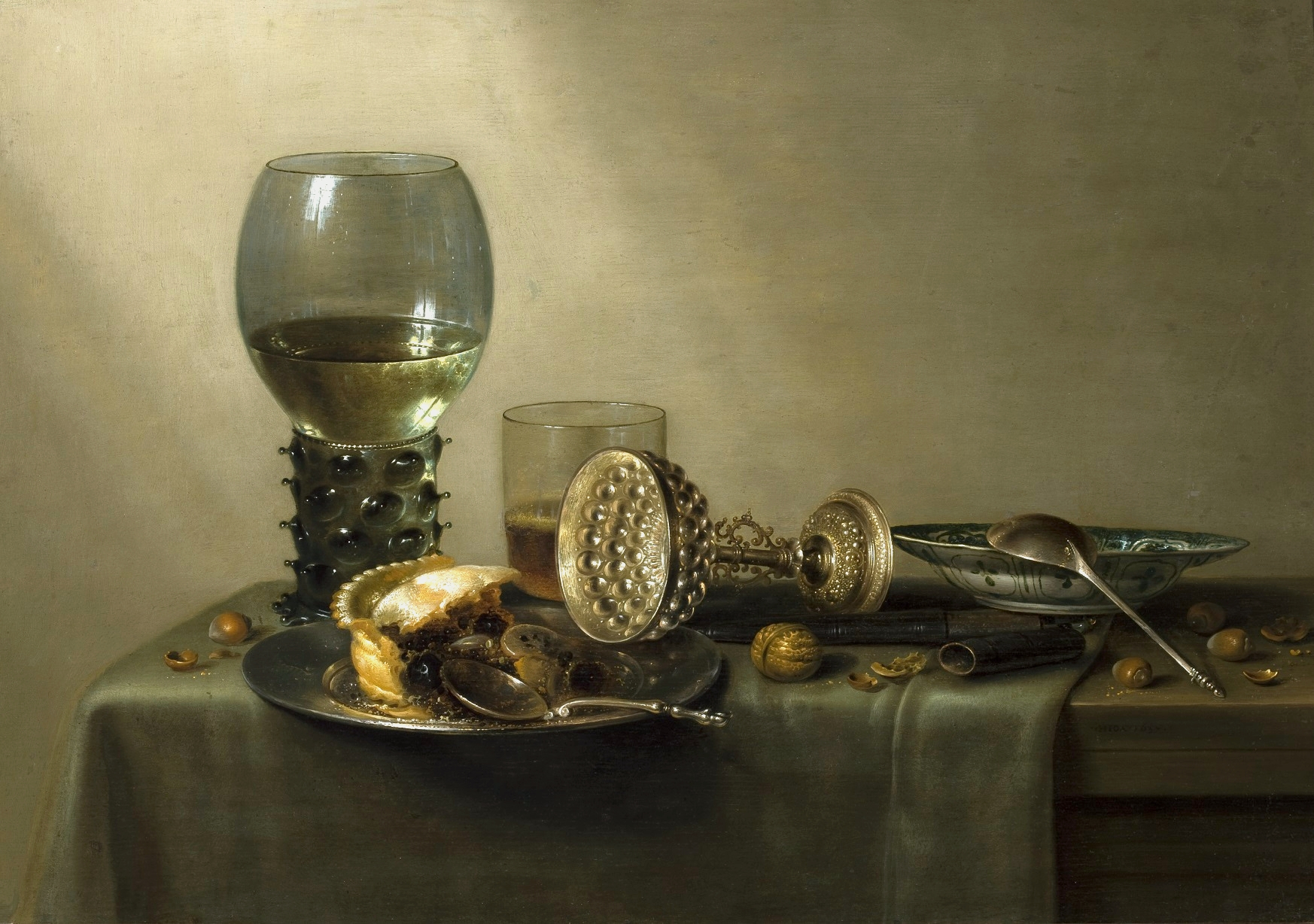
Postres , Willem Heda
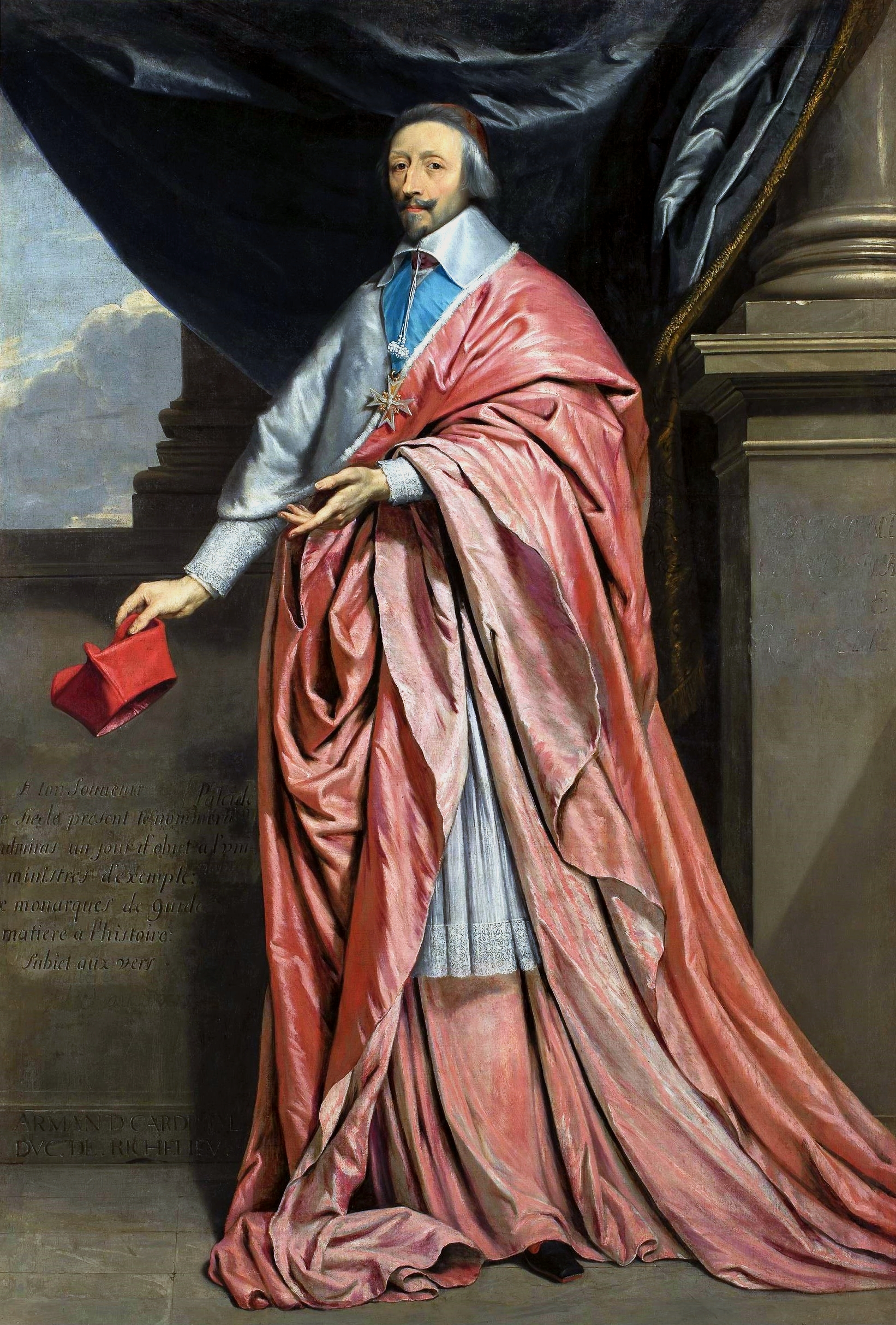
Cardenal Richelieu, Philippe de Champaigne
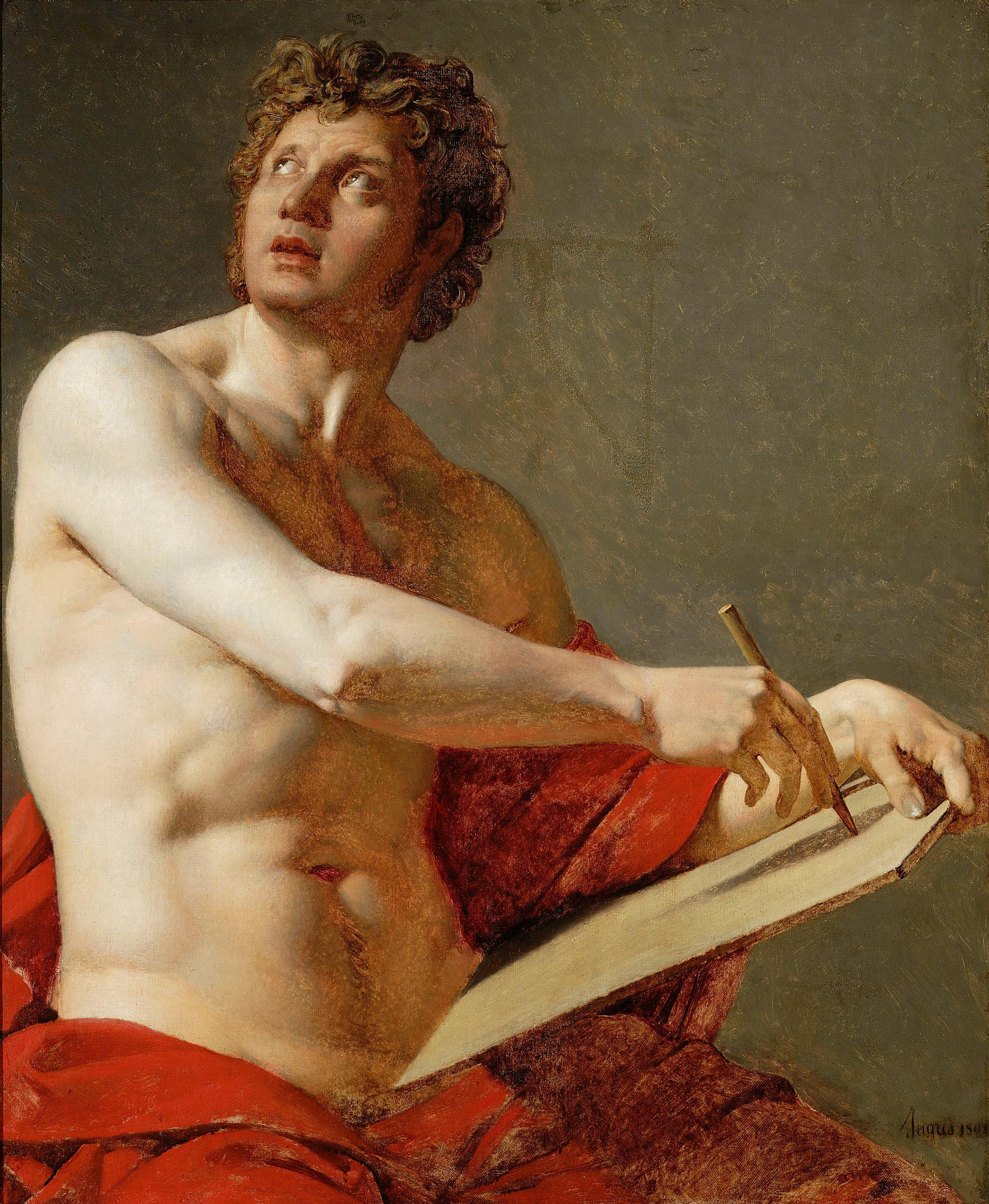
Estudi acadèmic , Jean Auguste Dominique Ingres
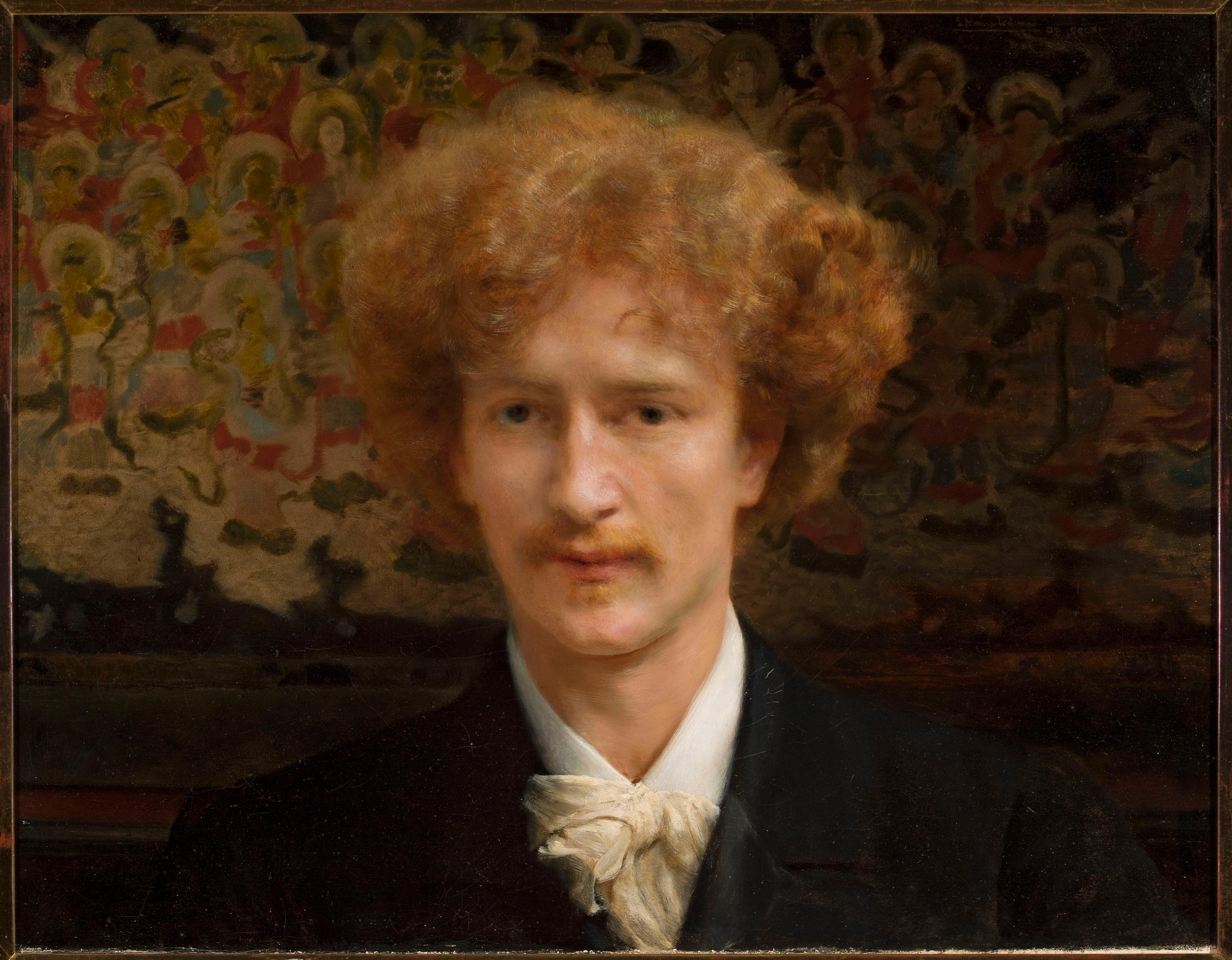
Ignacy Jan Paderewski, Lawrence Alma-Tadema
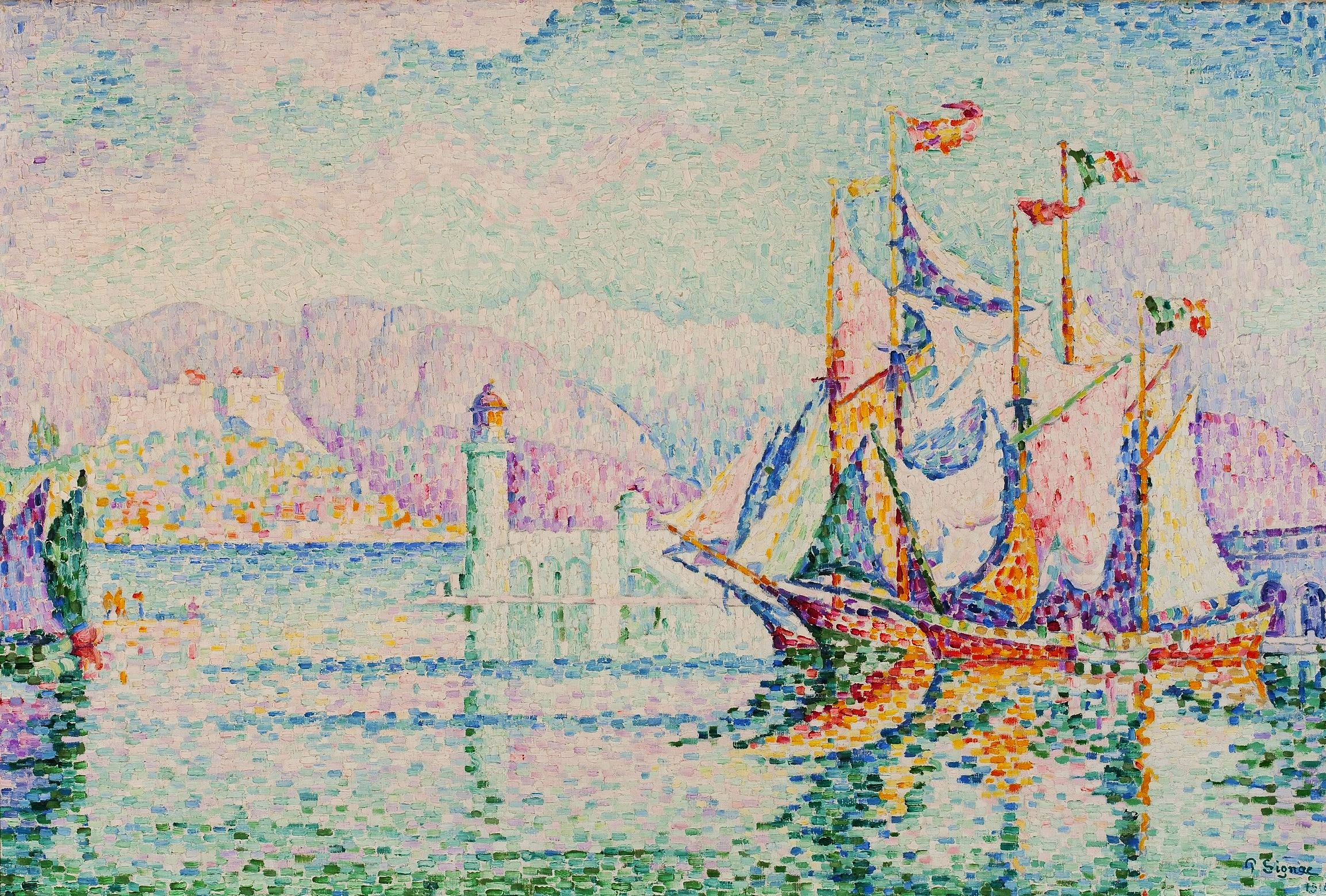
Antibes - Al matí , Paul Signac

Pintura polonesa
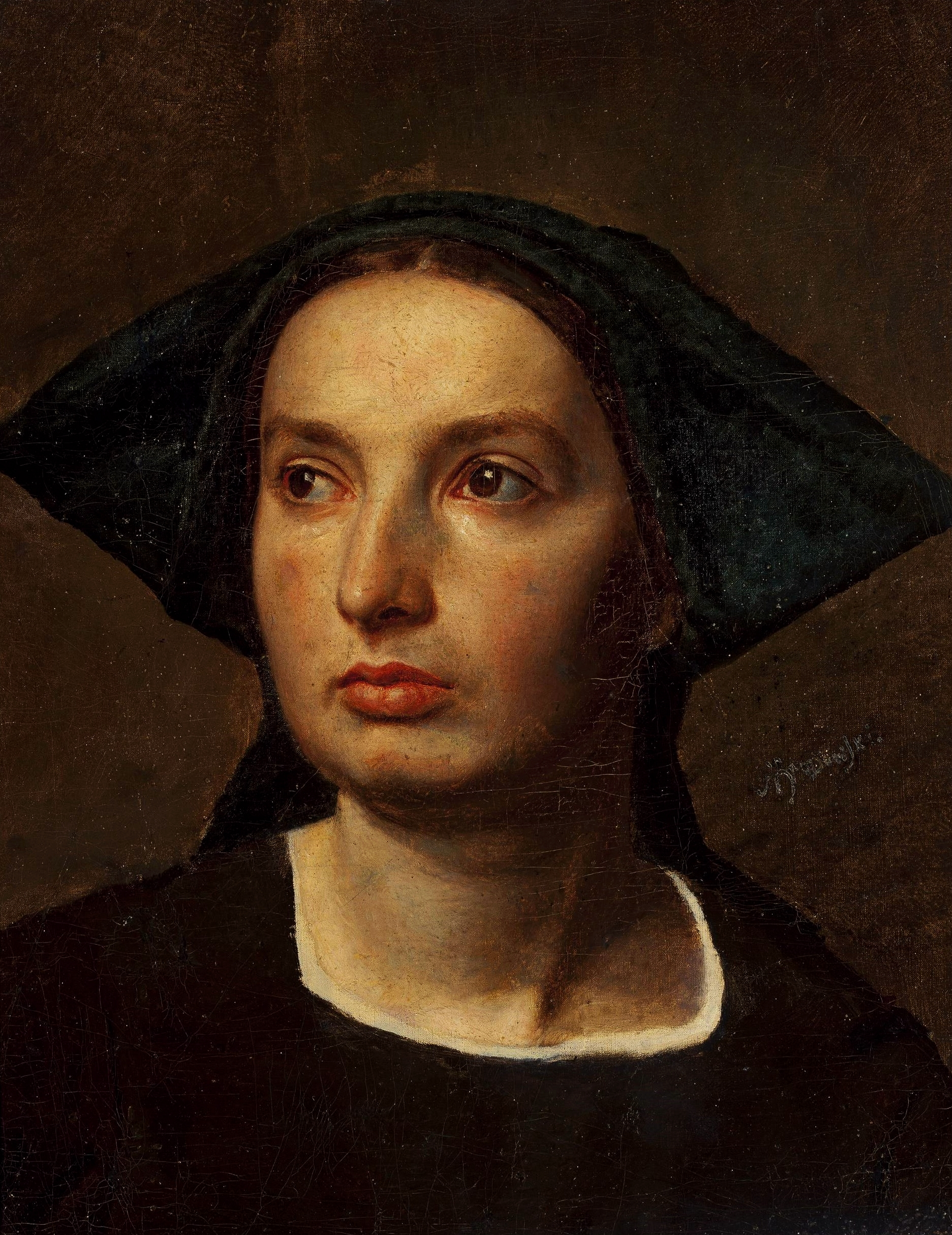
Retrat d'una dona, Antoni Brodowski
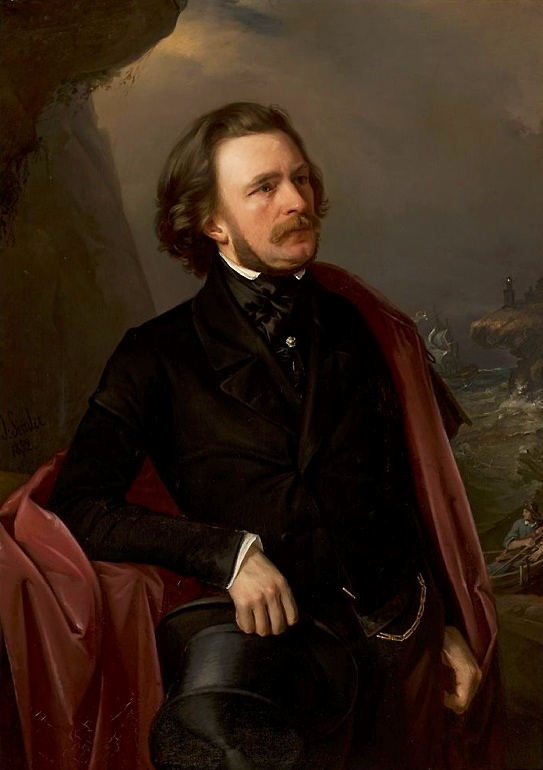
Teodor Teutold-Tripplin, Józef Simmler
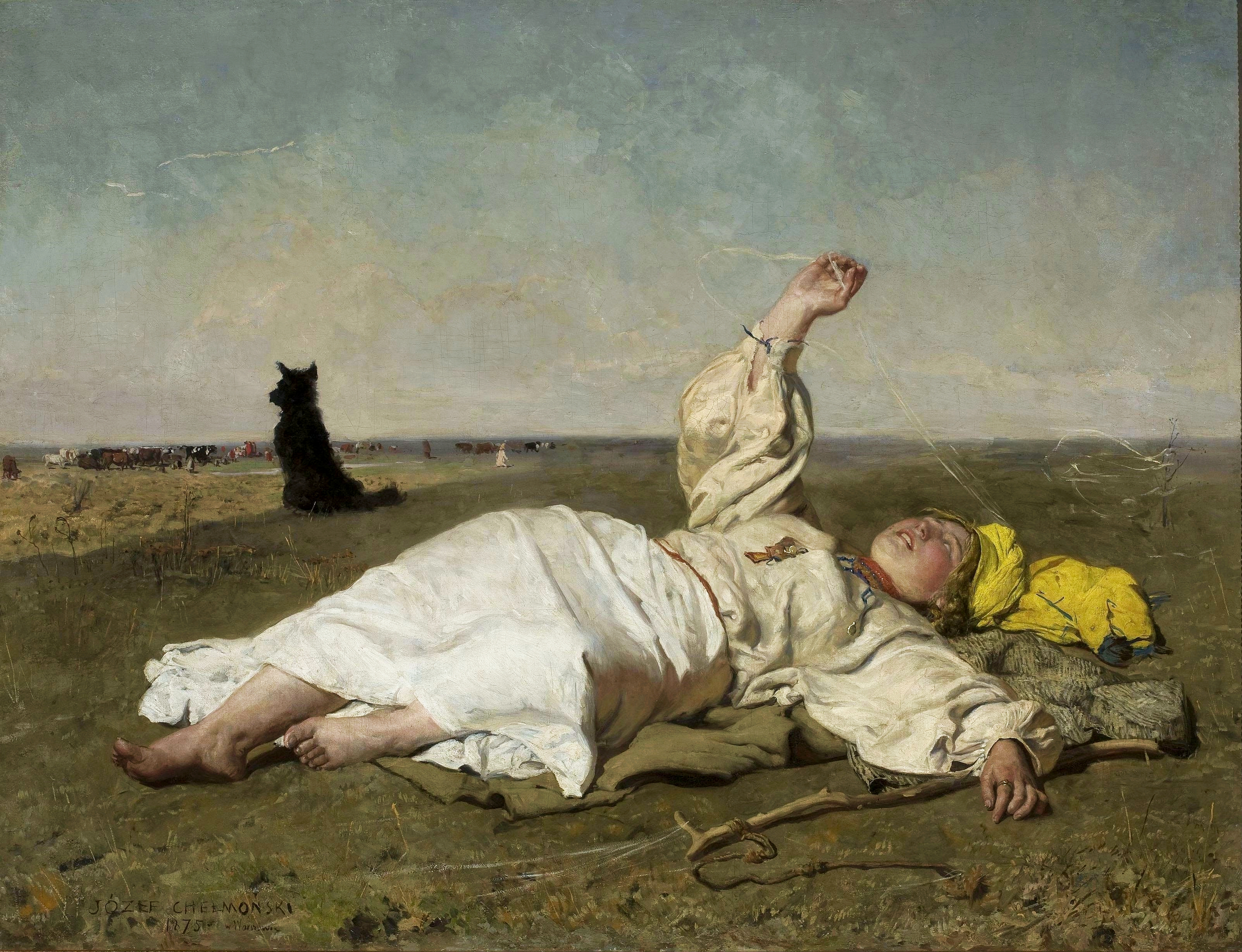
Estiuet de Sant Martí , Józef Chełmoński
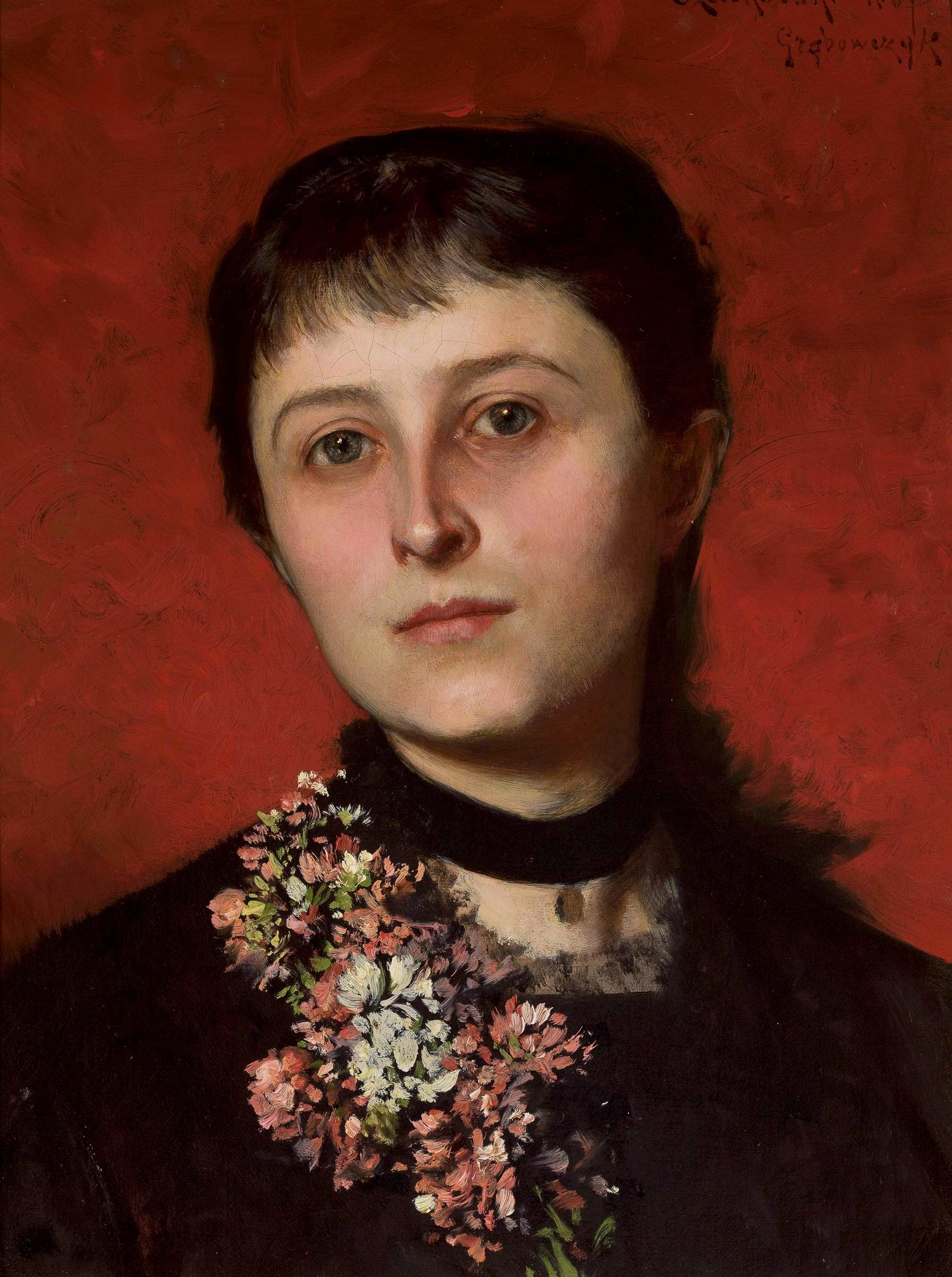
Maria Godlewska nascuda Popiel, Władysław Czachórski
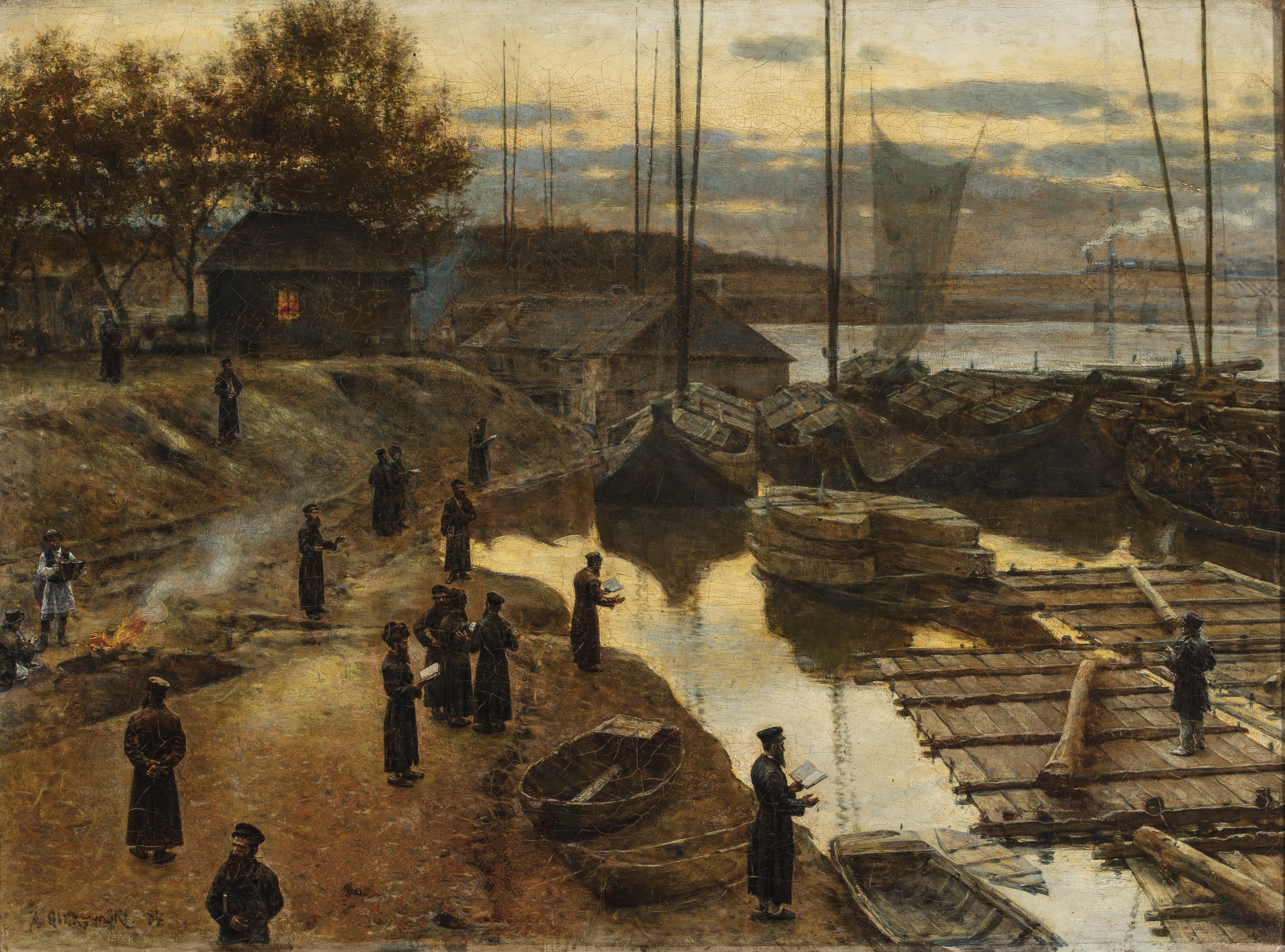
Roix ha-Xanà, Aleksander Gierymski
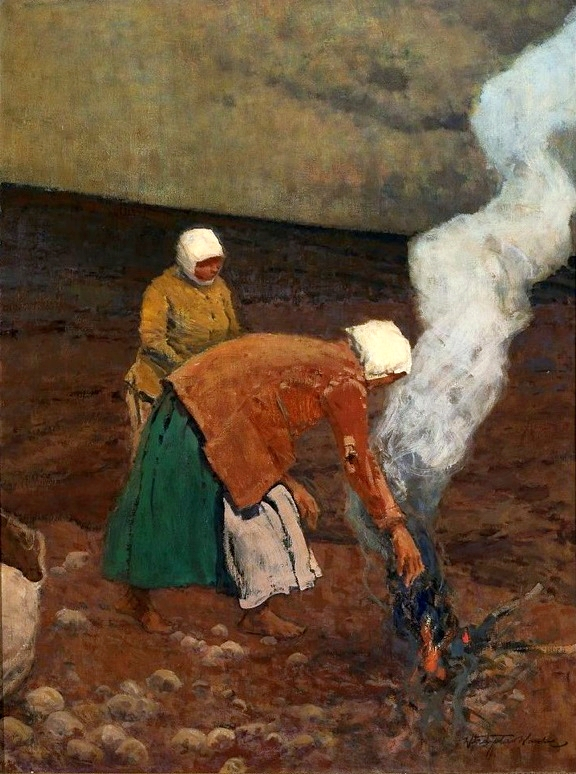
Collint patates, Władysław Wankie
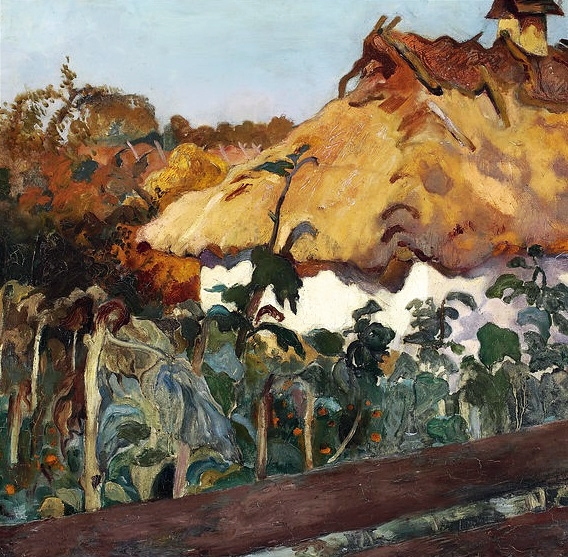
Un cottage, Kazimierz Sichulski
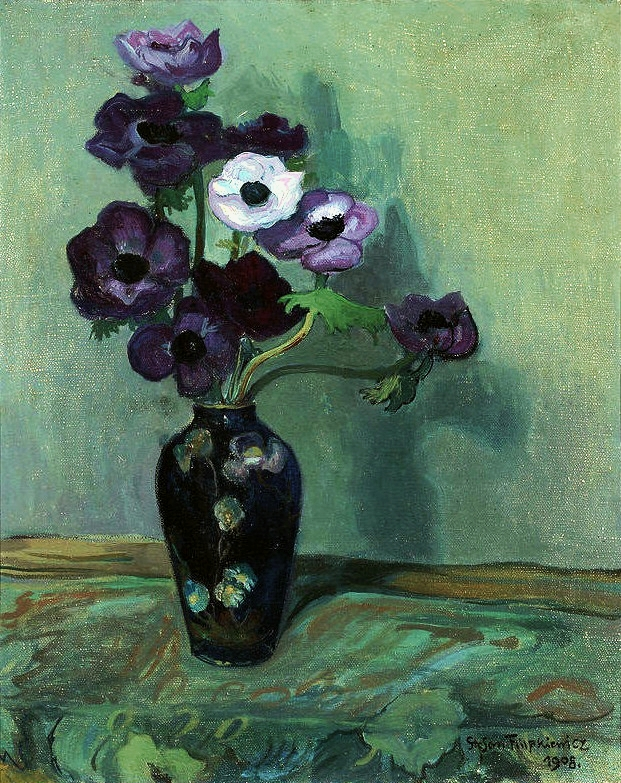
Anemones, Stefan Filipkiewicz

Escultura
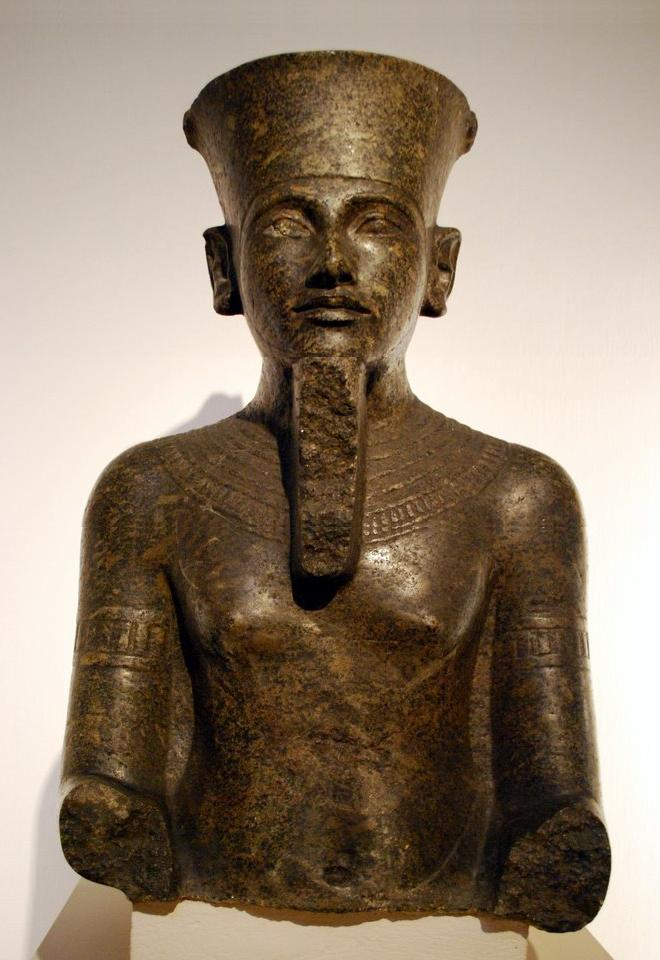
Déu Amon , Període Tutankamon
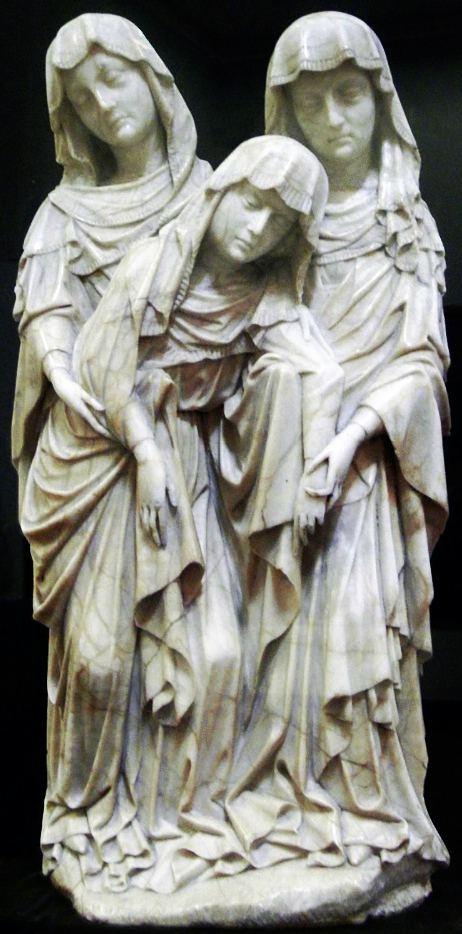
Tres Maries, Crucifixió del Mestre del Rimini
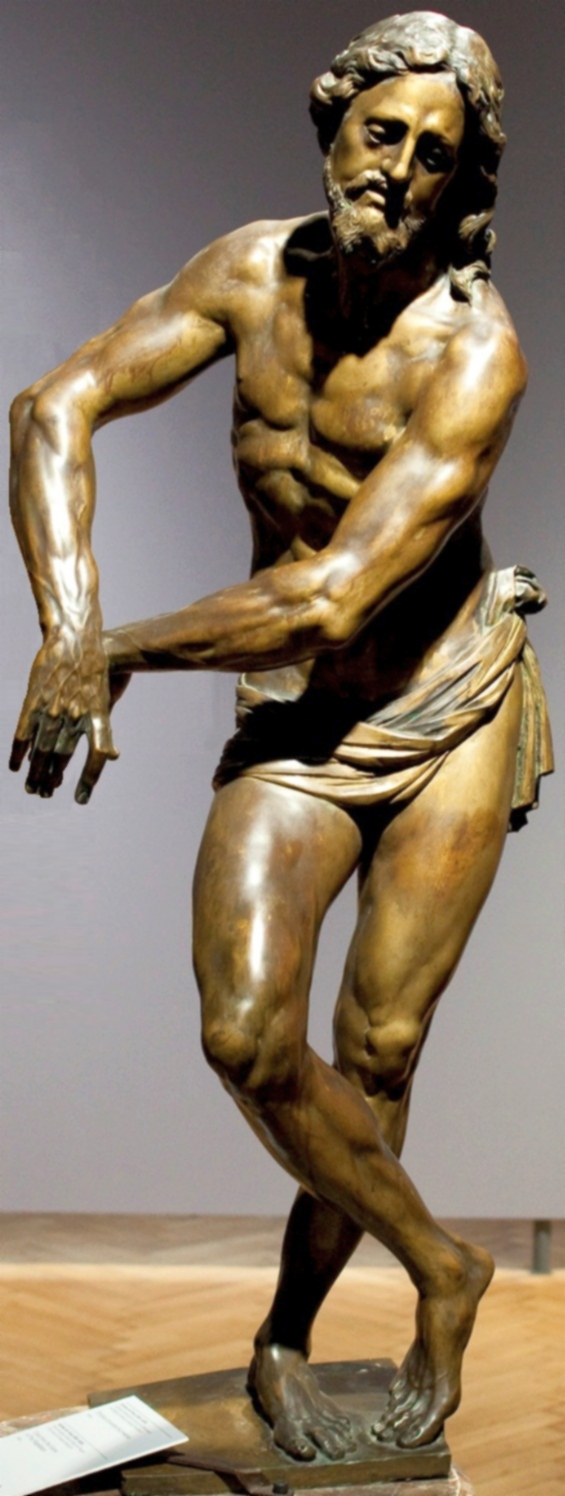
Crist a la Columna, Adriaen de Vries
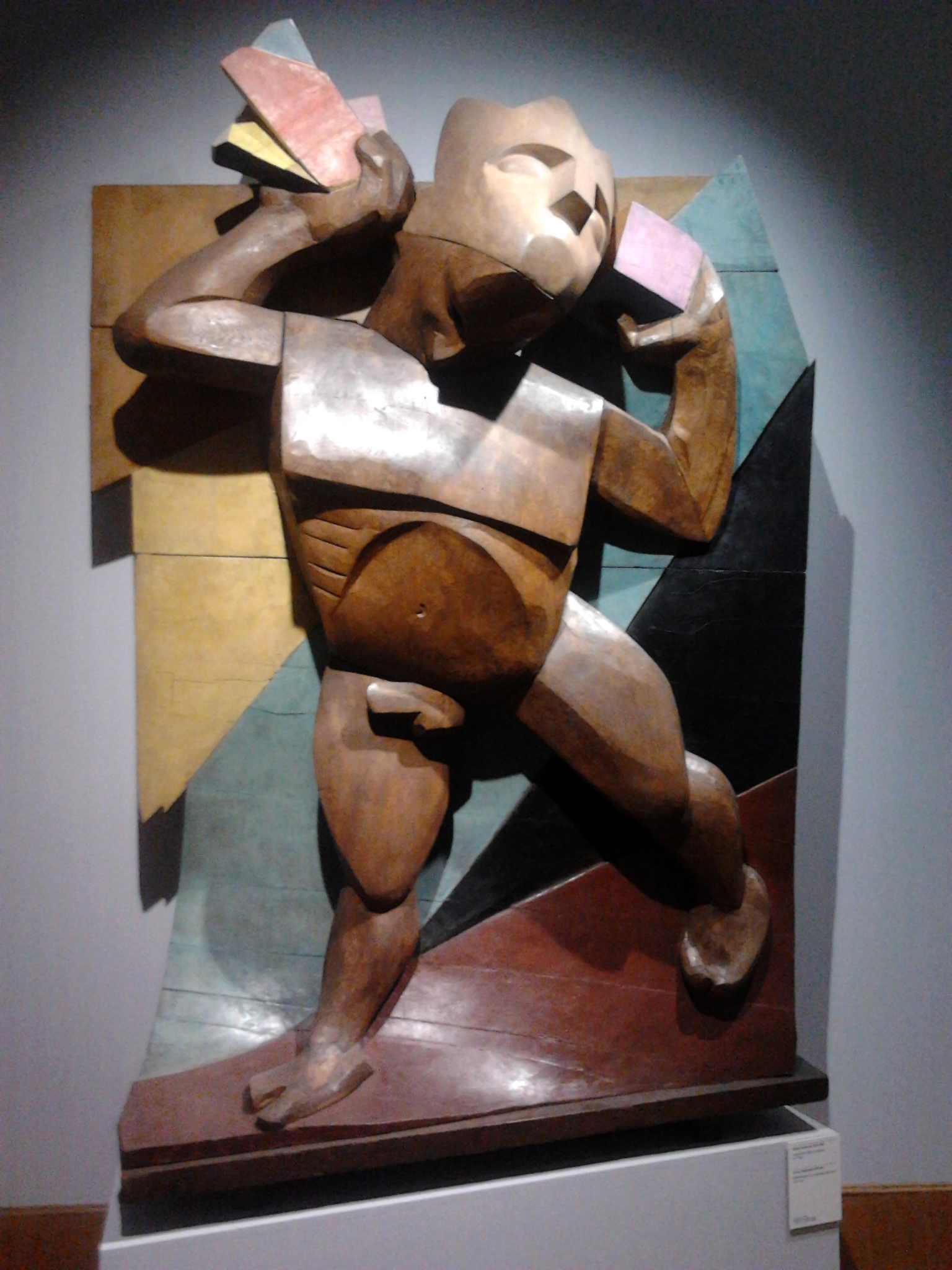
Vaig cap al sol, Xawery Dunikowski